# Кара, Аюб
Аюб Кара (ивр. איוב קרא‎ род. 2 декабря 1955) — израильский политик и общественный деятель, депутат Кнессета 15, 16, 18, 19 и 20 созывов. В кнессете 15 созыва занимал пост заместителя председателя кнессета. В 32-м правительстве Израиля занимал пост заместителя министра развития Негева и Галилеи. 28 мая 2017 года был назначен на пост министра связи.

## Биография
Аюб Кара родился в друзской деревне Далият-эль-Кармель около Хайфы. Учился в сельскохозяйственной школе Кфар-Галим. Кара служил в Армии обороны Израиля, закончив службу в звании старшего лейтенанта. То, что многие члены семьи Кара служили в армии наравне с еврейским населением страны, является предметом семейной гордости. Дядя Аюба погиб во время арабских беспорядков в 1939 году. Его отец воевал во время войны за независимость на стороне Израиля.
Другой дядя Аюба также был убит арабами, два брата Кары погибли во время Ливанской войны 1982 года. После смерти братьев, от горя скончались его родители. После прохождения демобилизации Кара изучал юриспруденцию и менеджмент. Аюб Кара свободно говорит на трёх языках: иврите, арабском и на английском языках. Аюб Кара женат, имеет 5 детей, живёт в Далият Эль-Кармель.